# Pierre Le Gouvello de Keriolet
Pour les autres membres de la famille, voir Famille de Gouvello.
Pierre Le Gouvello, seigneur de Kériolet, est un pénitent breton, né le 14 juillet 1602 à Auray et mort en odeur de sainteté en 1660.

## Biographie

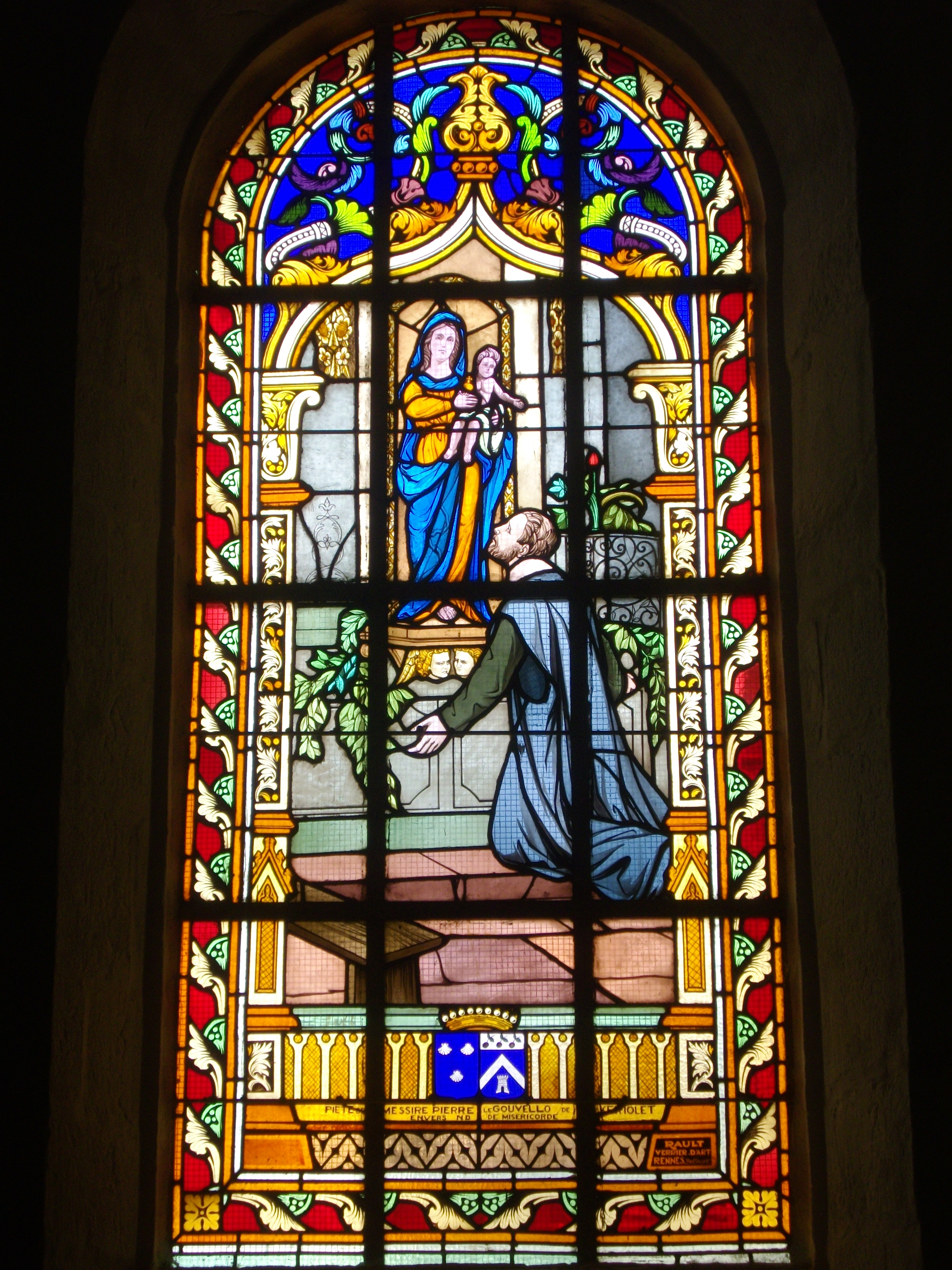
Vitrail de l'église Saint-Guigner de Pluvigner : Piété de messire Pierre Le Gouvello de Keriolet envers Notre-Dame de Miséricorde.

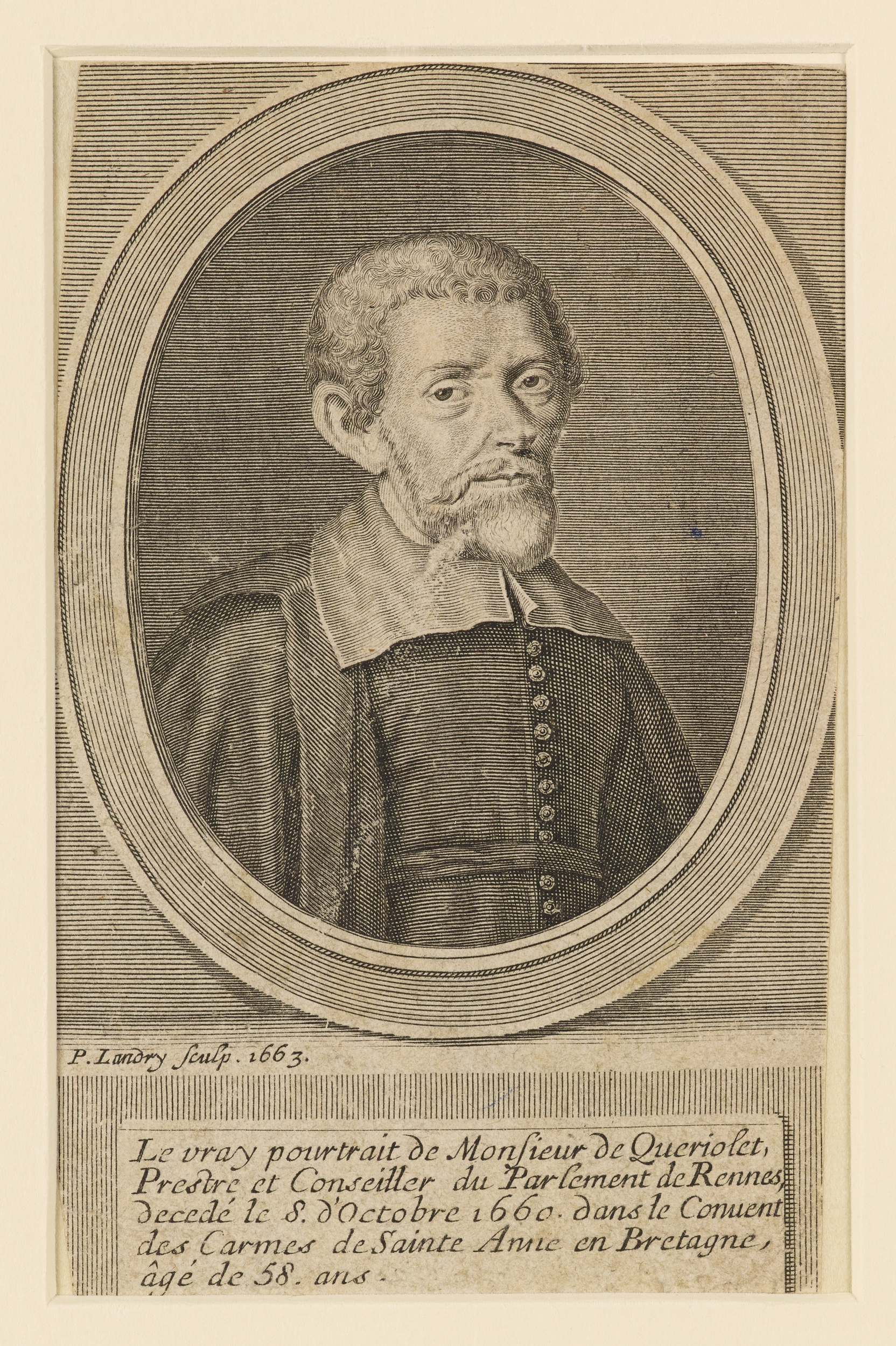
Gravure représentant Pierre de Keriolet.

Pierre Le Gouvello de Keriolet est le fils d'Olivier Le Gouvello, seigneur de Keriolet, de Kerlois et de Talhouët-Salo, et de Marie-Anne Guido.
Il passe son enfance au château de Kerlois, mais turbulent, ses parents l’envoient au collège des Jésuites de Rennes.
Il est pourvu d'une charge de conseiller au parlement de Bretagne en 1628. Il se montre juste et impartial dans l'exercice de sa charge au parlement et attentif aux misères humaines. Débauché sans scrupules, il mena une vie d'adultères, de communions sacrilèges.
En 1636, il décide d'aller observer les possédées de Loudun (des religieuses qui étaient possédées par le diable) ; il assiste à des exorcismes pour se moquer de la supposée superstition des gens du pays. 
Un démon parlant à travers une femme possédée lui cite avec ironie un à un chacun des péchés qu'il a commis, devant tout le monde, et lui dit avec rage et haine qu'il aurait bien voulu l'emporter en enfer mais que "elle" qui est toujours avec lui l'en empêche (cet homme avait l'habitude de prier quotidiennement un ave maria tous les soirs, malgré sa vie dissolue)
L'homme a alors compris la grande miséricorde divine qui lui a donné pour protectrice sa propre mère, la Vierge Marie, terreur des démons qui est une  d'une intercession très grande notamment dans les Exorcismes.

L'homme éclate en sanglots et confesse ses péchés avec une grande contrition publiquement et se confesse à un prêtre.
Le lendemain à la messe la femme a une nouvelle crise de possession et le démon dit avec dépit que si cet homme continue, il ira aussi loin dans la sainteté qu'il était allé loin dans le péché.
C'est alors qu'après avoir mené une vie très dissolue, et c'est peu dire puisqu'il alla jusqu'à tenter de rejoindre l'ennemi juré qu'était l'Empire ottoman. On le surnommait le  « bandit de Dieu ». Tellement que pendant une longue période il est le père fouettard de la région pour faire peur aux enfants ! : « si tu n'obeis pas, on va appeler Le Gouvello de Keriolet pour qu'il te punisse ». Il s'est définitivement converti en menant une existence dans la plus austère pénitence. Il donna l'exemple du repentir, du renoncement et du service des pauvres, leur distribuant ses revenus et mettant à leur disposition le produit de la vente de sa charge.
Il est ordonné prêtre le 28 mars 1637. Il transforme son château en un hospice dans lequel il accueille les pauvres. 
Il fonde à Auray un hôpital général consacré aux mendiants venant implorer sainte Anne.
À la suite de sa demande, les Augustines viennent alors s'installer à Auray en 1674.
Keriolet est inhumé dans une chapelle de la basilique Sainte-Anne d'Auray, où il est l'objet d'une grande ferveur populaire. Une statue le représentant orne la façade de cette basilique.